# 向龍翼
向龍翼（？—1723年7月15日），和名大城親方朝章，琉球國第二尚氏王朝政治家、三司官。
向龍翼是玉川御殿第六世向氏讀谷山按司朝基的次子，他也是向氏識名殿內的第一代當主。康熙五十九年（1720年）春，冊封使海寶回國。尚敬王派王舅向龍翼、紫金大夫程順則、使者楊天祐前往清朝進貢方物，兼謝恩。
康熙六十一年壬寅九月十七日（1722年10月26日）出任三司官，雍正元年六月十四日（1723年7月15日）卒。雍正元年癸卯十二月十六日（1724年1月11日），追贈紫地浮織冠。